# Espanya als Jocs Olímpics d'estiu de 1992
Espanya fou l'equip amfitrió als Jocs Olímpics d'Estiu de 1992 celebrats a Barcelona, a Catalunya. Era la primera ocasió que aquest Estat organitzava uns Jocs Olímpics i representà l'edició en la qual estigué representada amb més esportistes, un total de 422 (297 homes i 125 dones) que competiren en 29 disciplines esportives diferents. El portador de la bandera a la cerimònia d'obertura fou Felip VI d'Espanya, aleshores príncep i hereu de la Corona d'Espanya, que formava part de l'equip de vela.

## Medaller
L'equip olímpic espanyol va aconseguir les següents medalles:
| Esport             | Or | Plata | Bronze | Total |
| Atletisme          | 2  | 1     | 1      | 4     |
| Boxa               | 0  | 1     | 0      | 1     |
| Ciclisme           | 1  | 0     | 0      | 1     |
| Futbol             | 1  | 0     | 0      | 1     |
| Gimnàstica         | 0  | 1     | 0      | 1     |
| Hoquei sobre herba | 1  | 0     | 0      | 1     |
| Judo               | 2  | 0     | 0      | 2     |
| Natació            | 1  | 0     | 0      | 1     |
| Tennis             | 0  | 2     | 1      | 3     |
| Tir amb arc        | 1  | 0     | 0      | 1     |
| Vela               | 4  | 1     | 0      | 5     |
| Waterpolo          | 0  | 1     | 0      | 1     |
| Total              | 13 | 7     | 2      | 22    |

## Medallistes
| María del Carmen Barea Sonia Barrio Mercedes Coghen Cèlia Corres Natalia Dorado Nagore Gabellanes María Victoria González Anna Maiques | Silvia Manrique Elisabeth Maragall María Isabel Martínez Teresa Motos Núria Olivé Virginia Ramírez María Ángeles Rodríguez Maider Tellería |

| José Amavisca Rafael Berges Santiago Cañizares Abelardo Fernández Albert Ferrer Pep Guardiola Miguel Hernández Toni Jiménez Mikel Lasa Juanma López | Javier Manjarín Luis Enrique Martínez Kiko Narváez Alfonso Pérez Antoni Pinilla Paco Soler Roberto Solozábal Paqui Veza Gabriel Vidal David Billabona |

| Daniel Ballart Jesús Rollán Jordi Sans Josep Picó Manel Estiarte Manel Silvestre Marco Antonio González | Miguel Ángel Oca Pedro García Ricardo Sánchez Rubén Michavila Salvador Gómez Sergi Pedrerol |

## Esports
| Esport                | Homes | Dones | Total |
| --------------------- | ----- | ----- | ----- |
| Atletisme             | 44    | 15    | 59    |
| Bàdminton             | 1     | 1     | 2     |
| Bàsquet               | 12    | 12    | 24    |
| Beisbol               | 20    | –     | 20    |
| Boxa                  | 7     | –     | 7     |
| Ciclisme              | 11    | 3     | 14    |
| Esgrima               | 15    | 2     | 17    |
| Futbol                | 20    | –     | 20    |
| Gimnàstica            | 2     | 8     | 10    |
| Halterofília          | 6     | –     | 6     |
| Handbol               | 16    | 16    | 32    |
| Hípica                | 8     | 0     | 8     |
| Hoquei sobre herba    | 16    | 16    | 32    |
| Judo                  | 5     | 7     | 12    |
| Lluita                | 10    | –     | 10    |
| Natació               | 9     | 12    | 21    |
| Natació sincronitzada | –     | 3     | 3     |
| Pentatló modern       | 3     | –     | 3     |
| Piragüisme            | 15    | 7     | 22    |
| Rem                   | 22    | 0     | 22    |
| Salts                 | 2     | 1     | 3     |
| Tennis                | 4     | 2     | 6     |
| Tennis de taula       | 2     | 2     | 4     |
| Tir                   | 10    | 5     | 15    |
| Tir amb arc           | 3     | 1     | 4     |
| Vela                  | 13    | 4     | 17    |
| Voleibol              | 12    | 12    | 24    |
| Waterpolo             | 13    | 0     | 13    |
| Total                 | 301   | 129   | 430   |

## Atletisme
Vegeu Atletisme als Jocs Olímpics d'estiu de 1992

### Masculí
Pista i ruta
| Esportista                                                          | Esdeveniment    | Eliminatòria | Eliminatòria | Quarts de final  | Quarts de final  | Semifinals       | Semifinals       | Final               | Final               |
| Esportista                                                          | Esdeveniment    | Resultat     | Posició      | Resultat         | Posició          | Resultat         | Posició          | Resultat            | Posició             |
| ------------------------------------------------------------------- | --------------- | ------------ | ------------ | ---------------- | ---------------- | ---------------- | ---------------- | ------------------- | ------------------- |
| José Carlos Adán                                                    | 10.000 m        | 28:50.38     | 5            |                  |                  |                  |                  | No es classificà    | No es classificà    |
| Abel Antón                                                          | 5.000 m         | 13:31.48     | 3 Q          |                  |                  |                  |                  | 13:27.80            | 8                   |
| José Arconada                                                       | 800 m           | 1:49.23      | 4            |                  |                  | No es classificà | No es classificà | No es classificà    | No es classificà    |
| Jaime Barroso Ramírez                                               | 50 km marxa     |              |              |                  |                  |                  |                  | 4:02:08             | 14                  |
| Fermín Cacho                                                        | 1.500 m         | 3:37.04      | 1 Q          |                  |                  | 3:34.93          | 2 Q              | 3:40.12             | 1                   |
| Gaietà Cornet                                                       | 400 m           | 46.13        | 4 Q          | 46.27            | 6                | No es classificà | No es classificà | No es classificà    | No es classificà    |
| Martín Fiz                                                          | 5.000 m         | 13:42.20     | 7            |                  |                  |                  |                  | No es classificà    | No es classificà    |
| Jesús Ángel García                                                  | 50 km marxa     |              |              |                  |                  |                  |                  | 3:58:43             | 10                  |
| Diego García                                                        | Marató          |              |              |                  |                  |                  |                  | 2:14:56             | 9                   |
| Rodrigo Gavela                                                      | Marató          |              |              |                  |                  |                  |                  | 2:16:23             | 18                  |
| Alejandro Gómez                                                     | 10.000 m        | No acabà     | No acabà     |                  |                  |                  |                  | No es classificà    | No es classificà    |
| Miguel Ángel Gómez                                                  | 200 m           | 21.46        | 5 Q          | 21.32            | 8                | No es classificà | No es classificà | No es classificà    | No es classificà    |
| Luis Javier González                                                | 800 m           | 1:46.65      | 3 q          |                  |                  | 1:47.09          | 6                | No es classificà    | No es classificà    |
| José Luis González                                                  | 1.500 m         | 3:46.75      | 7            |                  |                  | No es classificà | No es classificà | No es classificà    | No es classificà    |
| Josep Marín                                                         | 50 km marxa     |              |              |                  |                  |                  |                  | 3:58:41             | 9                   |
| Valentí Massana                                                     | 20 km marxa     |              |              |                  |                  |                  |                  | Desqualificat       | Desqualificat       |
| José Esteban Montiel                                                | Marató          |              |              |                  |                  |                  |                  | 2:19:15             | 32                  |
| Manuel Pancorbo                                                     | 1.500 m         | 3:37.62      | 6 Q          |                  |                  | 3:39.52          | 4 Q              | 3:43.51             | 11                  |
| Daniel Plaza                                                        | 20 km marxa     |              |              |                  |                  |                  |                  | 1:21:45             | 1                   |
| Miguel Ángel Prieto                                                 | 20 km marxa     |              |              |                  |                  |                  |                  | 1:26:38             | 10                  |
| Carles Sala                                                         | 110 m tanques   | 13.80        | 5            |                  |                  | No es classificà | No es classificà | No es classificà    | No es classificà    |
| Antonio Serrano                                                     | 5.000 m         | 13:42.94     | 6            |                  |                  |                  |                  | No es classificà    | No es classificà    |
| Tomás de Teresa                                                     | 800 m           | 1:46.78      | 2 Q          |                  |                  | 1:46.08          | 4                | No es classificà    | No es classificà    |
| Carlos de la Torre                                                  | 10.000 m        | 28:55.47     | 5            |                  |                  |                  |                  | No es classificà    | No es classificà    |
| Juan Jesús Trapero                                                  | 100 m           | 10.64        | 4            | No es classificà | No es classificà | No es classificà | No es classificà | No es classificà    | No es classificà    |
| José Javier Arqués Sergio López Enrique Talavera Juan Jesús Trapero | Relleus 4x100 m | 39.60        | 7 Q          |                  |                  | 39.62            | 5                | No es classificaren | No es classificaren |
| Gaietà Cornet Ángel de las Heras Manuel Moreno Antonio Sánchez      | Relleus 4x400 m | 3:04.60      | 4            |                  |                  |                  |                  | No es classificaren | No es classificaren |

Concursos
| Esportista            | Esdeveniment           | Qualificació | Qualificació | Final            | Final            |
| Esportista            | Esdeveniment           | Distància    | Posició      | Distància        | Posició          |
| --------------------- | ---------------------- | ------------ | ------------ | ---------------- | ---------------- |
| Gustavo Adolfo Becker | Salt d'alçada          | 2,26         | 7 Q          | 2,24             | 11               |
| Javier García         | Salt amb perxa         | 5,55         | 5 Q          | 5,75             | 3                |
| Ángel Hernández       | Salt de llargada       | Sense marca  | Sense marca  | No es classificà | No es classificà |
| Daniel Martí          | Salt amb perxa         | 5,40         | 10           | No es classificà | No es classificà |
| David Martínez        | Llançament de disc     | 61,22        | 4 Q          | 60,16            | 9                |
| Santiago Moreno       | Triple salt            | 16,04        | 12           | No es classificà | No es classificà |
| Jesús Oliván          | Salt de llargada       | 7,78         | 10           | No es classificà | No es classificà |
| Arturo Ortiz          | Salt d'alçada          | 2,15         | 14           | No es classificà | No es classificà |
| Alberto Ruiz          | Salt amb perxa         | 5,55         | 3 Q          | 5,30             | 10               |
| Julián Sotelo         | Llançament de jabalina | 75 34        | 10           | No es classificà | No es classificà |

Combinats
| Esportista             | Esdeveniment | 100m  | SL   | LP    | SA   | 400m  | 110m T | LD    | SP   | LJ    | 1.500m  | Final | Posició |
| ---------------------- | ------------ | ----- | ---- | ----- | ---- | ----- | ------ | ----- | ---- | ----- | ------- | ----- | ------- |
| Francisco Javier Benet | Decatló      | 11.41 | 6,94 | 12,99 | 1,91 | 49.60 | 14.86  | 40,10 | 4,50 | 59,68 | 4:42.58 | 7.484 | 22      |
| Álvaro Burrell         | Decatló      | 10.95 | 7,56 | 14,41 | 2,03 | 48.14 | 15.18  | 43,52 | 4,50 | 45,66 | 4:22.42 | 7.952 | 16      |
| Antonio Peñalver       | Decatló      | 11.09 | 7,54 | 16,50 | 2,06 | 49.66 | 14.58  | 49,68 | 4,90 | 58,64 | 4:38.02 | 8.412 | 2       |

### Femení
Pista i ruta
| Esportista                                                    | Esdeveniment      | Eliminatòria | Eliminatòria | Quarts de final  | Quarts de final  | Semifinals       | Semifinals       | Final               | Final               |
| Esportista                                                    | Esdeveniment      | Resultat     | Posició      | Resultat         | Posició          | Resultat         | Posició          | Resultat            | Posició             |
| ------------------------------------------------------------- | ----------------- | ------------ | ------------ | ---------------- | ---------------- | ---------------- | ---------------- | ------------------- | ------------------- |
| Miriam Alonso                                                 | 400 m tanques     | 57.66        | 5            |                  |                  | No es classificà | No es classificà | No es classificà    | No es classificà    |
| Amaia Andrés                                                  | 800 m             | 2:02.67      | 5            |                  |                  | No es classificà | No es classificà | No es classificà    | No es classificà    |
| Emilia Cano                                                   | 10 km marxa       |              |              |                  |                  |                  |                  | 47:03               | 22                  |
| Cristina Castro                                               | 100 m             | 11.79        | 8            | No es classificà | No es classificà | No es classificà | No es classificà | No es classificà    | No es classificà    |
| Mari Cruz Díaz                                                | 10 km marxa       |              |              |                  |                  |                  |                  | 45:32               | 10                  |
| Estela Estévez                                                | 3.000 m obstacles | 8:55.70      | 7            |                  |                  |                  |                  | No es classificà    | No es classificà    |
| Encarna Granados                                              | 10 km marxa       |              |              |                  |                  |                  |                  | 46:00               | 14                  |
| María José Mardomingo                                         | 100 m tanques     | 13.58        | 5            | No es classificà | No es classificà | No es classificà | No es classificà | No es classificà    | No es classificà    |
| Julia Merino                                                  | 400 m             | 52.43        | 3 Q          | 52.90            | 5                | No es classificà | No es classificà | No es classificà    | No es classificà    |
| Maite Zúñiga                                                  | 1.500 m           | 4:07.82      | 1 Q          |                  |                  | 4:04.00          | 5 Q              | 4:00.59             | 6                   |
| Gregoria Ferrer Esther Lahoz Julia Merino Cristina Pérez Díaz | Relleus 4x400 m   | 3:31.35      | 6            |                  |                  |                  |                  | No es classificaren | No es classificaren |

Concursos
| Esportista       | Esdeveniment       | Qualificació | Qualificació | Final            | Final            |
| Esportista       | Esdeveniment       | Distància    | Posició      | Distància        | Posició          |
| ---------------- | ------------------ | ------------ | ------------ | ---------------- | ---------------- |
| Ángeles Barreiro | Llançament de disc | 53,14        | 12           | No es classificà | No es classificà |
| Margarita Ramos  | Llançament de pes  | 16,82        | 7            | No es classificà | No es classificà |

## Bàdminton
Vegeu Bàdminton als Jocs Olímpics d'estiu de 1992
| Esportista    | Esdeveniment       | 1/32 de final                   | Setzens de final | Vuitens de final | Quarts de final  | Semifinals       | Final/FC         | Final/FC |
| ------------- | ------------------ | ------------------------------- | ---------------- | ---------------- | ---------------- | ---------------- | ---------------- | -------- |
| David Serrano | Individual masculí | H. Motoyama (JPN) D 9−15, 10−15 | No es classificà | No es classificà | No es classificà | No es classificà | No es classificà |          |
| Esther Sanz   | Individual femení  | R. Cator (AUS) D 9−11, 5−11     | No es classificà | No es classificà | No es classificà | No es classificà | No es classificà |          |

## Bàsquet
Vegeu Bàsquet als Jocs Olímpics d'estiu de 1992

### Masculí
Jugadors
| - Santiago Aldama - Quique Andreu - José Ángel Arcega - José Biriukov - Xavi Fernández - Alberto Herreros |  | - Andrés Jiménez - Rafael Jofresa - Tomàs Jofresa - Juan Antonio Orenga - Juan Antonio San Epifanio - Jordi Villacampa |

Entrenador: Antonio Díaz-Miguel
Fase de grups
| Equip        | J | G | P | PF  | PC  | Dif  | Punts |
| ------------ | - | - | - | --- | --- | ---- | ----- |
| Estats Units | 5 | 5 | 0 | 579 | 350 | +229 | 10    |
| Croàcia      | 5 | 4 | 1 | 423 | 400 | +23  | 9     |
| Brasil       | 5 | 2 | 3 | 420 | 463 | −43  | 7     |
| Alemanya     | 5 | 2 | 3 | 369 | 432 | −63  | 7     |
| Angola       | 5 | 1 | 4 | 324 | 392 | −68  | 6     |
| Espanya      | 5 | 1 | 4 | 398 | 476 | −78  | 6     |

Resultats
| Ronda          | Data  | Hora  | Partit   | Partit    | Partit       |
| -------------- | ----- | ----- | -------- | --------- | ------------ |
| Fase grups − 1 | 26/07 | 20:30 | Alemanya | 83 − 74   | Espanya      |
| Fase grups − 2 | 27/07 | 22:30 | Brasil   | 100 − 101 | Espanya      |
| Fase grups − 3 | 29/07 | 22:30 | Croàcia  | 88 − 79   | Espanya      |
| Fase grups − 4 | 31/07 | 11:30 | Espanya  | 63 − 83   | Angola       |
| Fase grups − 5 | 02/08 | 22:30 | Espanya  | 81 − 122  | Estats Units |

### Femení
Jugadores
| - María Pilar Alonso - Ana Belén Álvaro - Blanca Ares - Carlota Castrejana - Elisabeth Cebrián - Marina Ferragut |  | - Margarita Geuer - Patrícia Hernández - Mónica Messa - Carolina Mújica - Mónica Pulgar - Almudena Vara |

Entrenador: José María Buceta
Fase de grups
| Equip           | J | G | P | PF  | PC  | Dif  | Punts |
| --------------- | - | - | - | --- | --- | ---- | ----- |
| Estats Units    | 3 | 3 | 0 | 318 | 181 | +137 | 6     |
| R.P. de la Xina | 3 | 2 | 1 | 205 | 226 | −21  | 5     |
| Espanya         | 3 | 1 | 2 | 181 | 238 | −57  | 4     |
| Txecoslovàquia  | 3 | 0 | 3 | 183 | 242 | −59  | 3     |

Resultats
| Ronda          | Data  | Hora  | Partit         | Partit   | Partit       |
| -------------- | ----- | ----- | -------------- | -------- | ------------ |
| Fase grups − 1 | 30/07 | 20:00 | Xina           | 66 − 63  | Espanya      |
| Fase grups − 2 | 01/08 | 20:00 | Txecoslovàquia | 58 − 59  | Espanya      |
| Fase grups − 3 | 03/08 | 20:00 | Espanya        | 59 − 114 | Estats Units |
| Cinquè / Vuitè | 05/08 | 20:00 | Espanya        | 92 − 80  | Itàlia       |
| Cinquè / Sisè  | 07/08 | 11:00 | Txecoslovàquia | 58 − 59  | Espanya      |

## Beisbol
Vegeu Beisbol als Jocs Olímpics d'estiu de 1992

### Masculí
Jugadors
| - Francisco Javier Aristu - José Arza - José Luis Becerra - Juan Pedro Belza - Xavier Camps - Xavier Civit - Enrique Cortés Pes - Juan Ignacio Damborenea - Javier Díez - Luis Carlos León |  | - Jesús Lisarri - Félix Manuel - Manuel Martínez - Miguel Ángel Pariente - José María Pulido - Oscar Rebolleda - Antonio Salazar - Juan Manuel Salmerón - Miguel Stella - Gabriel Valarezo |

Entrenador:
Fase de grups
| Equip                | J | G | P | Tiebreaker     |
| -------------------- | - | - | - | -------------- |
| Cuba                 | 7 | 7 | 0 | −              |
| Japó                 | 7 | 5 | 2 | 1-1, 1.50 RA/9 |
| Xina Taipei          | 7 | 5 | 2 | 1-1, 5.00 RA/9 |
| Estats Units         | 7 | 5 | 2 | 1-1, 8.00 RA/9 |
| Puerto Rico          | 7 | 2 | 5 | 1-0            |
| República Dominicana | 7 | 2 | 5 | 0-1            |
| Itàlia               | 7 | 1 | 6 | 1-0            |
| Espanya              | 7 | 1 | 6 | 0-1            |

Resultats
| Ronda 1      | 1 | 2 | 3 | 4 | 5 | 6 | 7 | 8 | 9 |   | R | H | E |
| ------------ | - | - | - | - | - | - | - | - | - | - | - | - | - |
| Estats Units | 1 | 0 | 2 | 1 | 0 | 0 | 0 | 0 | 0 | 4 | 5 | 0 |   |
| Espanya      | 0 | 0 | 0 | 1 | 0 | 0 | 0 | 0 | 0 | 1 | 3 | 2 |   |

| Ronda 2 | 1 | 2 | 3 | 4 | 5 | 6 | 7 | 8 | 9 |    | R  | H | E |
| ------- | - | - | - | - | - | - | - | - | - | -- | -- | - | - |
| Espanya | 0 | 0 | 0 | 0 | 0 | 0 | 1 |   |   | 1  | 3  | 1 |   |
| Japó    | 2 | 4 | 0 | 2 | 0 | 4 | X |   |   | 12 | 11 | 0 |   |

| Ronda 3              | 1 | 2 | 3 | 4 | 5 | 6 | 7 | 8 | 9 |    | R  | H | E |
| -------------------- | - | - | - | - | - | - | - | - | - | -- | -- | - | - |
| Espanya              | 0 | 0 | 0 | 1 | 0 | 1 | 0 | 0 | 0 | 2  | 4  | 4 |   |
| República Dominicana | 0 | 4 | 1 | 0 | 1 | 3 | 0 | 2 | X | 11 | 13 | 3 |   |

| Ronda 4     | 1 | 2 | 3 | 4 | 5 | 6 | 7 | 8 | 9 |    | R  | H | E |
| ----------- | - | - | - | - | - | - | - | - | - | -- | -- | - | - |
| Espanya     | 0 | 0 | 0 | 0 | 0 | 0 | 0 |   |   | 0  | 2  | 0 |   |
| Xina Taipei | 7 | 3 | 4 | 6 | 0 | 0 | X |   |   | 20 | 19 | 1 |   |

| Ronda 5 | 1 | 2 | 3 | 4 | 5 | 6 | 7 | 8 | 9 |    | R  | H | E |
| ------- | - | - | - | - | - | - | - | - | - | -- | -- | - | - |
| Cuba    | 0 | 6 | 0 | 6 | 0 | 6 | 0 |   |   | 18 | 16 | 1 |   |
| Espanya | 0 | 0 | 0 | 0 | 0 | 0 | 0 |   |   | 0  | 2  | 5 |   |

| Ronda 6 | 1 | 2 | 3 | 4 | 5 | 6 | 7 | 8 | 9 |    | R  | H | E |
| ------- | - | - | - | - | - | - | - | - | - | -- | -- | - | - |
| Espanya | 0 | 0 | 3 | 1 | 0 | 0 | 0 |   |   | 4  | 8  | 3 |   |
| Itàlia  | 1 | 2 | 2 | 2 | 5 | 1 | 1 |   |   | 14 | 14 | 0 |   |

| Ronda 7     | 1 | 2 | 3 | 4 | 5 | 6 | 7 | 8 | 9 |   | R  | H | E |
| ----------- | - | - | - | - | - | - | - | - | - | - | -- | - | - |
| Puerto Rico | 0 | 0 | 0 | 1 | 0 | 1 | 0 | 1 | 3 | 6 | 12 | 3 |   |
| Espanya     | 0 | 0 | 0 | 0 | 0 | 4 | 0 | 0 | 3 | 7 | 10 | 1 |   |

## Boxa
Vegeu Boxa als Jocs Olímpics d'estiu de 1992
| Esportista          | Esdeveniment     | Setzens de final           | Vuitens de final         | Quarts de final         | Semifinals              | Final/FC             | Final/FC         |
| ------------------- | ---------------- | -------------------------- | ------------------------ | ----------------------- | ----------------------- | -------------------- | ---------------- |
| Víctor Manuel Baute | −67 kg masculí   | P. Reilly (USA) D RSC-3    | No es classificà         | No es classificà        | No es classificà        | No es classificà     | No es classificà |
| Rafael Lozano       | −48 kg masculí   | A. Thwala (RSA) V 9−0      | E. Griffin (USA) V 6−2   | R. Marcelo (CUB) D 3−11 | No es classificà        | No es classificà     | No es classificà |
| José Ortega         | −91 kg masculí   | –                          | D. Tua (NZL) D RSCH-2    | No es classificà        | No es classificà        | No es classificà     | No es classificà |
| Óscar Palomino      | −60 kg masculí   | A. Grigorian (EUN) D 10−11 | No es classificà         | No es classificà        | No es classificà        | No es classificà     | No es classificà |
| Sergio Rey          | −63,5 kg masculí | J. Kjäll (FIN) D RSCH-1    | No es classificà         | No es classificà        | No es classificà        | No es classificà     | No es classificà |
| Faustino Reyes      | −57 kg masculí   | B. Carr (GBR) V 22−10      | S. Kamsing (THA) V 24−15 | E. Suárez (CUB) V 17−7  | R. Palyani (EUN) V 14−9 | A. Tews (GER) D 9−16 | 2                |
| Óscar Vega          | −54 kg masculí   | R. Molina (ARG) D 4−14     | No es classificà         | No es classificà        | No es classificà        | No es classificà     | No es classificà |

## Ciclisme
Vegeu Ciclisme als Jocs Olímpics d'estiu de 1992

### Ciclisme en pista
Persecució
| Esportista                                                   | Esdeveniment         | Qualificació    | Qualificació | Quarts de final                          | Semifinals          | Final               | Final               |
| Esportista                                                   | Esdeveniment         | Temps Velocitat | Posició      | Quarts de final                          | Semifinals          | Final               | Final               |
| ------------------------------------------------------------ | -------------------- | --------------- | ------------ | ---------------------------------------- | ------------------- | ------------------- | ------------------- |
| Adolfo Alperi                                                | Individual masculina | 4:42.538 50,996 | 14 q         | R. Karśnicki (POL) V 4:34.760 − 4:35.184 | No es classificà    | No es classificà    | 7                   |
| Adolfo Alperi Gabriel Aynat Jonathan Garrido Santos González | Equips               | 4:23.013 54,750 | 10           | No es classificaren                      | No es classificaren | No es classificaren | No es classificaren |

Velocitat
| Esportista         | Esdeveniment              | Qualificació    | Qualificació | Ronda 2                                        | Repesca 2 | Ronda 3                                       | Repesca 3 | Quarts de final    | Semifinals       | Final/FC         | Final/FC |
| Esportista         | Esdeveniment              | Temps Velocitat | Posició      | Ronda 2                                        | Repesca 2 | Ronda 3                                       | Repesca 3 | Quarts de final    | Semifinals       | Final/FC         | Final/FC |
| ------------------ | ------------------------- | --------------- | ------------ | ---------------------------------------------- | --------- | --------------------------------------------- | --------- | ------------------ | ---------------- | ---------------- | -------- |
| José Manuel Moreno | Individual masculina      | 10.550 68,246   | 5 q          | R. Furrer (CHE) A. Myers (JAM) V 11.278 63,841 | –         | N. Kovx (EUN) J. Lovito (ARG) V 11.216 64,194 | –         | R. Chiappa (ITA) D | No es classificà | No es classificà | 8        |
| José Manuel Moreno | Quilòmetre contrarellotge |                 |              |                                                |           |                                               |           |                    |                  | 1:03.342 56,834  | 1        |

Omnium
| Esportista    | Esdeveniment        | Punts            | Posició |
| ------------- | ------------------- | ---------------- | ------- |
| Gabriel Aynat | Puntuació masculina | No es classificà | 31      |

### Ciclisme en ruta
| Esportista                                                     | Esdeveniment              | Temps    | Posició  |
| -------------------------------------------------------------- | ------------------------- | -------- | -------- |
| Ainhoa Artolazábal                                             | Ruta femenina             | 2:05:13  | 34       |
| Belén Cuevas                                                   | Ruta femenina             | 2:05:26  | 35       |
| Àngel Edo i Alsina                                             | Ruta masculina            | 4:35:56  | 15       |
| Kiko García                                                    | Ruta masculina            | 4:35:56  | 24       |
| Eleuterio Mancebo                                              | Ruta masculina            | No acabà | No acabà |
| Teodora Ruano                                                  | Ruta femenina             | 2:09:42  | 42       |
| Miguel Fernández Álvaro González Eleuterio Mancebo David Plaza | Contrarellotge per equips | 2:06:11  | 5        |

## Esgrima
Vegeu Esgrima als Jocs Olímpics d'estiu de 1992

### Masculí
Floret
| Esportista                                                                     | Categoria         | Primera ronda | Primera ronda | Primera ronda | Primera ronda | Primera ronda | Primera ronda | 2a ronda         | 3a ronda         | 4a ronda         | Repesca          | Quarts de final     | Semifinals          | Final               | Final |
| Esportista                                                                     | Categoria         | Atletes | CG            | CP            | TF            | TC            | Posició       | 2a ronda         | 3a ronda         | 4a ronda         | Repesca          | Quarts de final     | Semifinals          | Final               | Final |
| ------------------------------------------------------------------------------ | ----------------- | --- | ------------- | ------------- | ------------- | ------------- | ------------- | ---------------- | ---------------- | ---------------- | ---------------- | ------------------- | ------------------- | ------------------- | ----- |
| Ramiro Bravo                                                                   | Floret individual | Grup 4 A. Borella (ITA) P. Kielpikowski (POL) E. Gregory (CUB) H. Wang (CHN) D. Torrente (ZAF) J.M. Álvarez (PAR) | 3             | 3             | 21            | 20            | 4             | No es classificà | No es classificà | No es classificà | R1               | No es classificà    | No es classificà    | No es classificà    | 28    |
| Andrés García                                                                  | Floret individual | Grup 7 S. Cerioni (ITA) P. Omnes (FRA) H. Ichigatani (JPN) I. Busa (HUN) H. van Garderen (ZAF) M. Youssef (LBN)   | 2             | 4             | 16            | 21            | 5             | No es classificà | No es classificà | No es classificà | R3               | No es classificà    | No es classificà    | No es classificà    | 16    |
| José Francisco Guerra                                                          | Floret individual | Grup 8 B. Wendt (AUT) M. Numa (ITA) M. Abdallah (EGY) A. Krzesinski (POL) K.H. Tang (HKG)                         | 2             | 3             | 17            | 20            | 3             | No es classificà | No es classificà | No es classificà | No es classificà | No es classificà    | No es classificà    | No es classificà    | 40    |
| Ramiro Bravo Andrés Crespo Jesús Esperanza Andrés García José Francisco Guerra | Floret equips     | Grup 3 · Equip Unificat · França                                                                                  | 0             | 2             | 4             | 18            | 3             |                  |                  |                  |                  | No es classificaren | No es classificaren | No es classificaren | 12    |

Espasa
| Esportista                                                                    | Categoria         | Primera ronda | Primera ronda | Primera ronda | Primera ronda | Primera ronda | Primera ronda | 2a ronda         | 3a ronda         | 4a ronda         | Repesca          | Quarts de final  | Semifinals          | Final               | Final |
| Esportista                                                                    | Categoria         | Atletes | CG            | CP            | TF            | TC            | Posició       | 2a ronda         | 3a ronda         | 4a ronda         | Repesca          | Quarts de final  | Semifinals          | Final               | Final |
| ----------------------------------------------------------------------------- | ----------------- | --- | ------------- | ------------- | ------------- | ------------- | ------------- | ---------------- | ---------------- | ---------------- | ---------------- | ---------------- | ------------------- | ------------------- | ----- |
| Raúl Maroto                                                                   | Espasa individual | Grup 3 P. Vánky (SWE) A. Shuvalov (EUN) M. Ciszewski (POL) M. Al-Hamar (KUW) C. Milan (ROU) L. Finardi (ITA)      | 3             | 3             | 23            | 22            | 4             | No es classificà | No es classificà | No es classificà | No es classificà | No es classificà | No es classificà    | No es classificà    | 38    |
| Manuel Pereira                                                                | Espasa individual | Grup 4 K. Kulcsár (HUN) R. Felisiak (DEU) M. O'Brien (IRL) R. Marx (USA) J. Bandeira (POR) J.M. Álvarez (PAR)     | 2             | 4             | 25            | 17            | 5             | No es classificà | No es classificà | No es classificà | No es classificà | No es classificà | No es classificà    | No es classificà    | 48    |
| Fernando de la Peña                                                           | Espasa individual | Grup 7 S. Cuomo (ITA) D. Nowosielski (CAN) G. Pantelimon (ROU) F. Hegedűs (HUN) N. Tanabe (JPN) D. Torrente (ZAF) | 3             | 3             | 26            | 21            | 3 Q           | 2 Q              | 0                | Eliminat         | 1                | No es classificà | No es classificà    | No es classificà    | 23    |
| Fernando de la Peña Ángel Fernández César González Raúl Maroto Manuel Pereira | Espasa equips     | Grup 2 · Equip Unificat · Txecoslovàquia                                                                          | 1             | 1             | 12            | 16            | 2 Q           |                  |                  |                  |                  | 0                | No es classificaren | No es classificaren | 6     |

Sabre
| Esportista                                                                        | Categoria        | Primera ronda                                                                                                | Primera ronda  | Primera ronda  | Primera ronda  | Primera ronda  | Primera ronda  | 2a ronda         | 3a ronda         | 4a ronda         | Repesca        | Quarts de final     | Semifinals          | Final               | Final |
| Esportista                                                                        | Categoria        | Atletes | CG             | CP             | TF             | TC             | Posició        | 2a ronda         | 3a ronda         | 4a ronda         | Repesca        | Quarts de final     | Semifinals          | Final               | Final |
| --------------------------------------------------------------------------------- | ---------------- | --- | -------------- | -------------- | -------------- | -------------- | -------------- | ---------------- | ---------------- | ---------------- | -------------- | ------------------- | ------------------- | ------------------- | ----- |
| José Luis Álvarez                                                                 | Sabre individual | No va competir                                                                                               | No va competir | No va competir | No va competir | No va competir | No va competir | No va competir   | No va competir   | No va competir   | No va competir | No va competir      | No va competir      | No va competir      | 44    |
| Antonio García                                                                    | Sabre individual | Grup 4 A. Shirshov (EUN) C. Köves (HUN) G. Fletcher (GBR) B. Cottingham (USA) L. Silva (POR)                 | 4              | 1              | 22             | 15             | 2 Q            | 2 Q              | 2 Q              | 2 Q              | –              | 1                   | No es classificà    | No es classificà    | 5     |
| Raúl Peinador                                                                     | Sabre individual | Grup 6 G. Nébald (HUN) M. Marin (ITA) G. Kiriyenko (EUN) Z. Zheng (CHN) D. Torrente (ZAF) H. Hashimoto (JPN) | 3              | 3              | 24             | 22             | 4              | No es classificà | No es classificà | No es classificà | R1             | No es classificà    | No es classificà    | No es classificà    | 29    |
| Antonio García Raúl Peinador José Luis Álvarez Marco Antonio Rioja Alberto Falcón | Sabre equips     | Grup 1 · Itàlia · R.P. de la Xina                                                                            | 0              | 1              | 7              | 17             | 3              |                  |                  |                  |                | No es classificaren | No es classificaren | No es classificaren | 11    |

### Femení
Floret
| Esportista            | Categoria         | Primera ronda                                                                                                 | Primera ronda | Primera ronda | Primera ronda | Primera ronda | Primera ronda | 2a ronda         | 3a ronda         | 4a ronda         | Repesca          | Quarts de final  | Semifinals       | Final            | Final |
| Esportista            | Categoria         | Atletes | CG            | CP            | TF            | TC            | Posició       | 2a ronda         | 3a ronda         | 4a ronda         | Repesca          | Quarts de final  | Semifinals       | Final            | Final |
| --------------------- | ----------------- | --- | ------------- | ------------- | ------------- | ------------- | ------------- | ---------------- | ---------------- | ---------------- | ---------------- | ---------------- | ---------------- | ---------------- | ----- |
| Rosa María Castillejo | Floret individual | Grup 5 G. Stefanek (HUN) R.Z. Lazăr-Szabo (ROU) J. E (CHN) G. Trillini (ITA) S. Giancola (ARG) E. Reyes (HND) | 3             | 3             | 22            | 18            | 4 Q           | 0                | No es classificà | No es classificà | R1               | No es classificà | No es classificà | No es classificà | 30    |
| Montserat Esquerdo    | Floret individual | Grup 4 O. Velichko (EUN) Z. Funkenhauser (GER) H. Wang (CHN) M. O'Neill (USA) Linda Strachan (GBR)            | 1             | 4             | 17            | 21            | 5             | No es classificà | No es classificà | No es classificà | No es classificà | No es classificà | No es classificà | No es classificà | 35    |

## Futbol
Vegeu Futbol als Jocs Olímpics d'estiu de 1992

### Masculí
Jugadors
| - Emilio Amavisca - Rafael Berges - David Billabona - Santiago Cañizares - Abelardo Fernández - Albert Ferrer - Pep Guardiola | - Toni Jiménez - Miguel Hernández - Mikel Lasa - Juanma López - Javier Manjarín - Luis Enrique Martínez - Kiko Narváez | - Alfonso Pérez - Antoni Pinilla - Paco Soler - Roberto Solozábal - Paqui Veza - Gabriel Vidal |  |  |

Entrenador: Vicente Miera
Fase de grups
| Equip    | J | G | E | P | GF | GC | Dif | Punts |
| -------- | - | - | - | - | -- | -- | --- | ----- |
| Espanya  | 3 | 3 | 0 | 0 | 8  | 0  | +8  | 6     |
| Qatar    | 3 | 1 | 1 | 1 | 2  | 3  | −1  | 3     |
| Egipte   | 3 | 1 | 0 | 2 | 4  | 6  | −2  | 2     |
| Colòmbia | 3 | 0 | 1 | 2 | 4  | 9  | −5  | 1     |

Resultats
| Ronda           | Data  | Hora  | Partit  | Partit | Partit   |
| --------------- | ----- | ----- | ------- | ------ | -------- |
| Fase grups − 1  | 24/07 | 21:00 | Espanya | 4 − 0  | Colòmbia |
| Fase grups − 2  | 27/07 | 21:00 | Espanya | 2 − 0  | Egipte   |
| Fase grups − 3  | 29/07 | 21:00 | Espanya | 2 − 0  | Qatar    |
| Quarts de final | 01/08 | 19:00 | Espanya | 1 − 0  | Itàlia   |
| Semifinals      | 05/08 | 19:00 | Espanya | 2 − 0  | Ghana    |
| Final           | 08/08 | 20:00 | Polònia | 2 − 3  | Espanya  |

## Gimnàstica
Vegeu Gimnàstica als Jocs Olímpics d'Estiu de 1992

### Gimnàstica artística

#### Femení
Equips
| Esportista       | Esdeveniment | Aparells | Aparells | Aparells | Aparells | Total   | Posició |
| Esportista       | Esdeveniment | T        | SC       | BA       | BE       | Total   | Posició |
| ---------------- | ------------ | -------- | -------- | -------- | -------- | ------- | ------- |
| Cristina Fraguas | Equips       | 19,750   | 19,549   | 19,812 Q | 19,425   | 78.436  | 21 Q    |
| Sonia Fraguas    | Equips       | 19,712   | 19,587   | 19,249   | 19,599   | 78,147  | 29 Q    |
| Alicia Fernández | Equips       | 19,537   | 19,625   | 19,625   | 19,275   | 78,062  | 31 Q    |
| Eva Rueda        | Equips       | 19,037   | 19,774 Q | 19,737   | 19,487   | 78,035  | 32      |
| Ruth Rollan      | Equips       | 19,462   | 19,274   | 19,624   | 18,837   | 77,397  | 42      |
| Silvia Martínez  | Equips       | 19,337   | 19,462   | 19,037   | 19,275   | 77,111  | 49      |
| Total            | Equips       | 98,059   | 97,123   | 97,886   | 98,360   | 388,602 | 5       |

Individual
| Esportista       | Esdeveniment        | Aparells | Aparells | Aparells | Aparells | Total  | Posició |
| Esportista       | Esdeveniment        | T        | SC       | BA       | BE       | Total  | Posició |
| ---------------- | ------------------- | -------- | -------- | -------- | -------- | ------ | ------- |
| Alicia Fernández | Concurs complet     | 9,837    | 9,587    | 9,800    | 9,850    | 39,074 | 20      |
| Cristina Fraguas | Concurs complet     | 9,887    | 9,800    | 9,800    | 9,837    | 39,324 | 13      |
| Sonia Fraguas    | Concurs complet     | 9,850    | 9,862    | 9,887    | 9,825    | 39,424 | 9       |
| Sonia Fraguas    | Barres asimètriques |          |          | 9,900    |          | 9,900  | 7       |
| Eva Rueda        | Salt sobre cavall   |          | 9,787    |          |          | 9,787  | 7       |

#### Masculí
| Esportista        | Esdeveniment    | Aparells | Aparells | Aparells | Aparells | Aparells | Aparells | Total  | Posició |
| Esportista        | Esdeveniment    | T        | CA       | A        | SC       | BP       | BF       | Total  | Posició |
| ----------------- | --------------- | -------- | -------- | -------- | -------- | -------- | -------- | ------ | ------- |
| Alfonso Rodríguez | Concurs complet | 9,600    | 9,650    | 9,675    | 9,600    | 9,650    | 9,100    | 57,275 | 16      |

### Gimnàstica rítmica
Individual
| Esportista       | Esdeveniment    | Qualificació | Qualificació | Qualificació | Qualificació | Qualificació | Qualificació | Final    | Final    | Final    | Final    | Final  | Final   |
| Esportista       | Esdeveniment    | Aparells     | Aparells     | Aparells     | Aparells     | Total        | Posició      | Aparells | Aparells | Aparells | Aparells | Total  | Posició |
| Esportista       | Esdeveniment    | CE           | P            | M            | CI           | Total        | Posició      | CE       | P        | M        | CI       | Total  | Posició |
| ---------------- | --------------- | ------------ | ------------ | ------------ | ------------ | ------------ | ------------ | -------- | -------- | -------- | -------- | ------ | ------- |
| Carme Acedo      | Concurs complet | 9,475        | 9,600        | 9,450        | 9,425        | 37,950       | 4 Q          | 9,600    | 9,550    | 9,550    | 9,550    | 57,225 | 4       |
| Carolina Pascual | Concurs complet | 9,600        | 9,625        | 9,575        | 9,600        | 38,400       | 3 Q          | 9.700    | 9.775    | 9.775    | 9.650    | 58.100 | 2       |

## Halterofília
Vegeu Halterofília als Jocs Olímpics d'estiu de 1992
| Esportista         | Esdeveniment     | Arrencada | Arrencada | Arrencada | Dos temps | Dos temps | Dos temps | Total    | Posició  |
| Esportista         | Esdeveniment     | 1         | 2         | 3         | 1         | 2         | 3         | Total    | Posició  |
| ------------------ | ---------------- | --------- | --------- | --------- | --------- | --------- | --------- | -------- | -------- |
| José Andrés Ibáñez | −52 kg masculí   | 95,0      | 100,0     | 102,5     | 122,5     | 130,0     | 130,0     | 227,5    | 8        |
| José Zurera        | −56 kg masculí   | 107,5     | 112,5     | 115,0     | 135,0     | 140,0     | 140,0     | 247,5    | 12       |
| José Luís Martínez | −56 kg masculí   | 105,0     | 110,0     | 110,0     | 130,0     | −         | −         | 235,0    | 15       |
| Cecilio Leal       | −60 kg masculí   | 115,0     | 120,0     | 120,0     | 140,0     | 145,0     | 145,0     | 255,0    | 23       |
| Fernando Mariaca   | −67,5 kg masculí | 125,0     | 125,0     | 130,0     | −         | −         | −         | No acabà | No acabà |
| Juan Carlos Javier | −82,5 kg masculí | 140,0     | 145,0     | 145,0     | 180,0     | 185,0     | 190,0     | 320,0    | 22       |

## Handbol
Vegeu Handbol als Jocs Olímpics d'estiu de 1992

### Masculí
Jugadors
| - Juan Francisco Alemany - David Barrufet - Fernando Bolea - Javier Cabanas - Aitor Etxaburu - Jaume Fort - Aleix Franch - Luis Eduardo García |  | - Mateo Garralda - Ángel Hermida - Ricardo Marín - Enric Massip - Juan Francisco Muñoz - Lorenzo Rico - Iñaki Urdangarín - Alberto Urdiales |

Entrenador: Javier García Cuesta
Fase de grups
| Equip          | J | G | E | P | GF  | GC  | Dif | Punts |
| -------------- | - | - | - | - | --- | --- | --- | ----- |
| Equip Unificat | 5 | 5 | 0 | 0 | 121 | 98  | +23 | 10    |
| França         | 5 | 4 | 0 | 1 | 111 | 98  | +13 | 8     |
| Espanya        | 5 | 3 | 0 | 2 | 97  | 98  | −1  | 6     |
| Romania        | 5 | 1 | 1 | 3 | 107 | 115 | −8  | 3     |
| Alemanya       | 5 | 1 | 1 | 3 | 97  | 103 | −6  | 3     |
| Egipte         | 5 | 0 | 0 | 5 | 92  | 113 | −21 | 0     |

Resultats
| Ronda          | Data | Hora | Partit        | Partit  | Partit         |
| -------------- | ---- | ---- | ------------- | ------- | -------------- |
| Fase grups − 1 |      |      | Espanya       | 16 − 18 | França         |
| Fase grups − 2 |      |      | Egipte        | 18 − 23 | Espanya        |
| Fase grups − 3 |      |      | Romania       | 20 − 21 | Espanya        |
| Fase grups − 4 |      |      | Espanya       | 18 − 24 | Equip Unificat |
| Fase grups − 5 |      |      | Espanya       | 19 − 18 | Alemanya       |
| Cinquè/Sisè    |      |      | Corea del Sud | 21 − 36 | Espanya        |

### Femení
Jugadores
| - Paloma Arranz - Mercedes Fuertes - Cristina Gómez Arquer - Rita María Hernández - Karmele Makazaga - Montserrat Marín - Blanca Martín Calero |  | - Montserrat Puche - Dolores Ruiz - Begoña Sánchez - María Eugenia Sánchez - Esperanza Tercero - Amaia Ugartemendía - Raquel Vizcaíno |

Entrenador: Francisco Sánchez Sánchez
Fase de grups
| Equip         | J | G | E | P | GF | GC | Dif | Punts |
| ------------- | - | - | - | - | -- | -- | --- | ----- |
| Corea del Sud | 3 | 2 | 1 | 0 | 82 | 61 | +21 | 5     |
| Noruega       | 3 | 2 | 0 | 1 | 55 | 60 | −5  | 4     |
| Àustria       | 3 | 1 | 1 | 1 | 64 | 62 | +2  | 3     |
| Espanya       | 3 | 0 | 0 | 3 | 50 | 68 | −18 | 0     |

Resultats
| Ronda          | Data | Hora | Partit        | Partit  | Partit  |
| -------------- | ---- | ---- | ------------- | ------- | ------- |
| Fase grups − 1 |      |      | Àustria       | 20 − 16 | Espanya |
| Fase grups − 2 |      |      | Espanya       | 16 − 20 | Noruega |
| Fase grups − 3 |      |      | Corea del Sud | 28 − 18 | Espanya |
| Setè/Vuitè     |      |      | Espanya       | 26 − 17 | Nigèria |

## Hípica
Vegeu Hípica als Jocs Olímpics d'estiu de 1992
Concurs complet
| Luis Álvarez                                                           | Mr. Chrisalis                                  | Individual | 65,00  | 43 | 37,20         | 12            | 0,00             | 1                | 102,20           | 7                |                  |                  |
| Santiago Centenera                                                     | Just Dixon                                     | Individual | 62,60  | 30 | Desqualificat | Desqualificat | No es classificà | No es classificà | No es classificà | No es classificà | No es classificà | No es classificà |
| Santiago de la Rocha                                                   | Kinvarra                                       | Individual | 64,60  | 39 | 42,80         | 16            | 15,00            | 42               | 122,40           | 19               |                  |                  |
| Fernando Villalón                                                      | Clever Night                                   | Individual | 71,40  | 60 | 82,80         | 44            | 10,00            | 24               | 164,20           | 38               |                  |                  |
| Luis Álvarez Santiago Centenera Santiago de la Rocha Fernando Villalón | Mr. Chrisalis Just Dixon Kinvarra Clever Night | Equips     | 192.20 | 13 | 162,80        | 6             | 25,00            | 6                | 388,80           | 5                |                  |                  |

Doma clàssica
| Esportista  | Cavall    | Esdeveniment | Gran Premi | Gran Premi | Gran Premi Especial | Gran Premi Especial |
| Esportista  | Cavall    | Esdeveniment | Resultat   | Posició    | Resultat            | Posició             |
| ----------- | --------- | ------------ | ---------- | ---------- | ------------------- | ------------------- |
| Juan Matute | N'Est Pas | Individual   | 1426       | 43         | No es classificà    | No es classificà    |

Salts d'obstacles
| Esportista                                                   | Cavall                                       | Esdeveniment | Qualificació | Qualificació | Qualificació | Qualificació | Qualificació | Qualificació | Qualificació | Qualificació | Final      | Final      | Final            | Final            | Total            | Total            |
| Esportista                                                   | Cavall                                       | Esdeveniment | Ronda 1      | Ronda 1      | Ronda 2      | Ronda 2      | Ronda 2      | Ronda 3      | Ronda 3      | Ronda 3      | Ronda A    | Ronda A    | Ronda B          | Ronda B          | Total            | Total            |
| Esportista                                                   | Cavall                                       | Esdeveniment | Punts        | Posició      | Punts        | Total        | Posició      | Punts        | Total        | Posició      | Penal.     | Posició    | Penal.           | Posició          | Penal.           | Posició          |
| ------------------------------------------------------------ | -------------------------------------------- | ------------ | ------------ | ------------ | ------------ | ------------ | ------------ | ------------ | ------------ | ------------ | ---------- | ---------- | ---------------- | ---------------- | ---------------- | ---------------- |
| Luis Álvarez                                                 | Let's Go B'92                                | Individual   | 76,50        | 11           | 62,00        | 138,50       | 17 Q         |              |              |              | 8,00       | 14 Q       | No acabà         | No acabà         | No acabà         | No acabà         |
| Luis Astolfi                                                 | Fino B'92                                    | Individual   | 70,50        | 13           | 84,50        | 155,00       | 4 Q          |              |              |              | 4,00       | 6 Q        | 21,50            | 19               | 25,50            | 19               |
| Cayetano Martínez                                            | Palestro II                                  | Individual   | 49,50        | 38           | 36,00        | 85,50        | 43           | 57,00        | 142,50       | 43 Q         | No competí | No competí | No es classificà | No es classificà | No es classificà | No es classificà |
| Enrique Sarasola                                             | Minstrel                                     | Individual   | 56,00        | 29           | 56,00        | 112,00       | 29           | 78,00        | 190,00       | 11 Q         | 12,00      | 26 Q       | No es classificà | No es classificà | No es classificà | No es classificà |
| Luis Álvarez Luis Astolfi Cayetano Martínez Enrique Sarasola | Let's Go B'92 Fino B'92 Palestro II Minstrel | Equips       |              |              |              |              |              |              |              |              | 12,75      | 5          | 12,75            | 5                | 25,50            | 4                |

## Hoquei sobre herba
Vegeu Hoquei sobre herba als Jocs Olímpics d'estiu de 1992

### Masculí
Jugadors
| - Jaume Amat - Xavi Arnau - Jorge Avilés - Jan Dinarés - Ignasi Escudé - Xavier Escudé - David Freixa - Juantxo García-Mauriño |  | - Santiago Grau - José Antonio Iglesias - Pere Jufresa - Ramon Jufresa - Quim Malgosa - Miguel Ortego - Víctor Pujol - Pablo Usoz |

Entrenador: Santiago Cortés Vila
Fase de grups
| Equip          | J | G | E | P | GF | GC | Dif | Punts |
| -------------- | - | - | - | - | -- | -- | --- | ----- |
| Pakistan       | 5 | 5 | 0 | 0 | 20 | 6  | +14 | 10    |
| Països Baixos  | 5 | 4 | 0 | 1 | 20 | 10 | +10 | 8     |
| Espanya        | 5 | 3 | 0 | 2 | 15 | 11 | +4  | 6     |
| Nova Zelanda   | 5 | 1 | 0 | 4 | 7  | 12 | −5  | 2     |
| Equip Unificat | 5 | 1 | 0 | 4 | 12 | 20 | −8  | 2     |
| Malàisia       | 5 | 1 | 0 | 4 | 9  | 24 | −15 | 2     |

Resultats
| Ronda          | Data  | Hora  | Partit  | Partit | Partit         |
| -------------- | ----- | ----- | ------- | ------ | -------------- |
| Fase grups − 1 | 26/07 | 10:15 | Espanya | 3 − 0  | Nova Zelanda   |
| Fase grups − 2 | 28/07 | 18:00 | Espanya | 2 − 3  | Països Baixos  |
| Fase grups − 3 | 30/07 | 20:00 | Espanya | 5 − 2  | Malàisia       |
| Fase grups − 4 | 01/08 | 17:30 | Espanya | 4 − 0  | Equip Unificat |
| Fase grups − 5 | 03/08 | 20:00 | Espanya | 1 − 6  | Pakistan       |
| Cinquè/Vuitè   | 05/08 | 09:45 | Espanya | 2 − 0  | Índia          |
| Cinquè/Sisè    | 06/08 | 19:30 | Espanya | 2 − 1  | Regne Unit     |

### Femení
Jugadores
| - María Carmen Barea - Sonia Barrio - Mercedes Coghen - Cèlia Corres - Natalia Dorado - Nagore Gabellanes - Marívi González - Anna Maiques |  | - Silvia Manrique - Elisabeth Maragall - María Isabel Martínez - Teresa Motos - Núria Olivé - Virginia Ramírez - María Ángeles Rodríguez - Maider Tellería |

Entrenador: José Brasa
Fase de grups
| Equip     | J | G | E | P | GF | GC | Dif | Punts |
| --------- | - | - | - | - | -- | -- | --- | ----- |
| Alemanya  | 3 | 2 | 1 | 0 | 7  | 2  | +5  | 5     |
| Espanya   | 3 | 2 | 1 | 0 | 5  | 3  | +2  | 5     |
| Austràlia | 3 | 1 | 0 | 2 | 2  | 2  | 0   | 2     |
| Canadà    | 3 | 0 | 0 | 3 | 1  | 8  | −7  | 0     |

Resultats
| Ronda          | Data  | Hora  | Partit        | Partit | Partit    |
| -------------- | ----- | ----- | ------------- | ------ | --------- |
| Fase grups − 1 | 27/07 | 17:30 | Espanya       | 2 − 2  | Alemanya  |
| Fase grups − 2 | 29/07 | 18:00 | Espanya       | 2 − 1  | Canadà    |
| Fase grups − 3 | 02/08 | 20:00 | Espanya       | 1 − 0  | Austràlia |
| Semifinals     | 04/08 | 19:30 | Corea del Sud | 1 − 2  | Espanya   |
| Final          | 07/08 | 19:30 | Alemanya      | 1 − 2  | Espanya   |

## Judo
Vegeu Judo als Jocs Olímpics d'estiu de 1992

### Masculí
| Esportista        | Esdeveniment | Setzens de final      | Vuitens de final      | Quarts de final      | Semifinals           | Repesca                    | Final/FC               | Final/FC |
| ----------------- | ------------ | --------------------- | --------------------- | -------------------- | -------------------- | -------------------------- | ---------------------- | -------- |
| Francisco Lorenzo | −65 kg       |                       | U. Quellmalz (DEU) D  | A. El-Murr (LEB) V R | G. Erwei (CHN) V R   | J.P. Cantin (CAN) V R      | I. Hernández (CUB) D R | 5        |
| Ernesto Pérez     | +95 kg       | C. Billimoria (IND) V | G-s. Kim (KOR) V      | D. Douillet (FRA) D  | E. Gordon (GBR) V R  | H. Van Barneveld (BEL) D R | No es classificà       | 7        |
| Joaquín Ruiz      | −71 kg       | S. Oliveira (BRA) V   | M. Jočić (IOP) V      | M. Dahmani (ALG) D   | No es classificà     | No es classificà           | No es classificà       | 18       |
| Carlos Sotillo    | −60 kg       |                       | N. Donohue (GBR) D    | No es classificà     | No es classificà     | No es classificà           | No es classificà       | 23       |
| León Villar       | −86 kg       |                       | A. Lobenstein (DEU) D | G. Vismara (ITA) V R | D. Kistler (SUI) D R | No es classificà           | No es classificà       | 9        |

### Femení
| Esportista              | Esdeveniment | Setzens de final     | Vuitens de final      | Quarts de final   | Semifinals              | Repesca              | Final/FC               | Final/FC |
| ----------------------- | ------------ | -------------------- | --------------------- | ----------------- | ----------------------- | -------------------- | ---------------------- | -------- |
| María del Carmen Bellón | −66 kg       | C. Lecat (FRA) D     | No es classificà      | No es classificà  | No es classificà        | No es classificà     | No es classificà       | 20       |
| Miriam Blasco           | −56 kg       | C. Arnaud (FRA) V    | S-y. Jung (KOR) V     | C. Tateno (JPN) V | D. González (CUB) V     | –                    | N. Fairbrother (GBR) V | 1        |
| Cristina Curto          | −72 kg       | –                    | Y. Tanabe (JPN) D     | –                 | K. Håkansson (SWE) D R  | No es classificà     | No es classificà       | 9        |
| Begoña Gómez            | −61 kg       | T. Kobayashi (JPN) V | Y. Arad (ISR) D       | –                 | M. Jánošíková (CZE) V R | Y. Petrova (EUN) D R | No es classificà       | 7        |
| Almudena Muñoz          | −52 kg       | J.A. Quiring (USA) V | D. Çalışkan (TUR) V   | S. Rendle (GBR) V | Z. Li (CHN) V           | –                    | N. Mizoguchi (JPN) V   | 1        |
| Yolanda Soler           | −48 kg       | H-J. Yoo (KOR) V     | M. Roszkowska (POL) V | K. Briggs (GBR) D | B. Lastrade (CAN) V R   | A. Savón (CUB) D R   | No es classificà       | 7        |
| Inmaculada Vicent       | +72 kg       | –                    | X. Zhuang (CHN) D     | S. Lee (GBR) D R  | No es classificà        | No es classificà     | No es classificà       | 13       |

## Lluita
Vegeu Lluita als Jocs Olímpics d'estiu de 1992

### Lluita lliure
| Esportista         | Esdeveniment | Ronda 1                      | Ronda 2                      | Ronda 3                   | Ronda 4                   | Ronda 5          | Ronda 6          | Final / FC              | Final / FC       |
| Esportista         | Esdeveniment | Oponent Resultat             | Oponent Resultat             | Oponent Resultat          | Oponent Resultat          | Oponent Resultat | Oponent Resultat | Oponent Resultat        | Pos.             |
| ------------------ | ------------ | ---------------------------- | ---------------------------- | ------------------------- | ------------------------- | ---------------- | ---------------- | ----------------------- | ---------------- |
| Laureano Atanes    | −52 kg       | –                            | C. Corduneanu (ROU) D 0−4 ST | S-h. Kim (KOR) D 0−4 TO   | No es classificà          | No es classificà | No es classificà | No es classificà        | No es classificà |
| Francisco Barcia   | −68 kg       | –                            | E. Elekes (HUN) D 1−3 PP     | K. Akaishi (JPN) D 0−3 PO | No es classificà          | No es classificà | No es classificà | No es classificà        | No es classificà |
| Vicente Cáceres    | −62 kg       | R. Vasilev (BUL) D 1−3 PP    | M. Ilhan (AUS) D 1−3 PP      | No es classificà          | No es classificà          | No es classificà | No es classificà | No es classificà        | No es classificà |
| Francisco Iglesias | −82 kg       | J. Betancourt (PUR) D 1−3 PP | –                            | S. Öztürk (TUR) D 1−3 PP  | K. Jackson (USA) D 0−3 PO | No es classificà | No es classificà | N. Ghiţă (ROU) D 1−3 PP | 8                |
| Andrés Iniesta     | −57 kg       | R. Musaoğlu (TUR) D 0−4 ST   | –                            | A. Puerto (CUB) D 0−3 PO  | No es classificà          | No es classificà | No es classificà | No es classificà        | No es classificà |
| Francisco Sánchez  | −48 kg       | T. Khosbayar (MNG) D 0−4 ST  | J-s. Kim (KOR) D 0−4 ST      | No es classificà          | No es classificà          | No es classificà | No es classificà | No es classificà        | No es classificà |

### Lluita grecoromana
| Esportista             | Esdeveniment | Ronda 1                 | Ronda 2                   | Ronda 3                     | Ronda 4                     | Ronda 5          | Ronda 6          | Final / FC       | Final / FC       |                  |
| Esportista             | Esdeveniment | Oponent Resultat        | Oponent Resultat          | Oponent Resultat            | Oponent Resultat            | Oponent Resultat | Oponent Resultat | Oponent Resultat | Pos.             |                  |
| ---------------------- | ------------ | ----------------------- | ------------------------- | --------------------------- | --------------------------- | ---------------- | ---------------- | ---------------- | ---------------- | ---------------- |
| Luis Bernardo Martínez | −62 kg       | B-h. Huh (KOR) E 0−0 D2 | A. Ibrahim (EGY) V 3−1 PP | J. Bódi (HUN) D 1−3 PP      | K. Arkoudeas (GRE) D 0−3 PO | No es classificà | No es classificà | No es classificà | No es classificà | No es classificà |
| José Alberto Recuero   | −74 kg       | –                       | A. Marchl (AUT) D 1−3 PP  | Ž. Trajković (IOP) D 0−3 PO | No es classificà            | No es classificà | No es classificà | No es classificà | No es classificà | No es classificà |
| Miguel Ángel Sierra    | −57 kg       | Z. Sheng (CHN) D 0−3 PO | M. Sandu (ROU) D 0−3 PO   | No es classificà            | No es classificà            | No es classificà | No es classificà | No es classificà | No es classificà |                  |
| Pedro Villuela         | −68 kg       | R. Smith (USA) D 1−3 PP | D. Yeats (CAN) D 1−3 PP   | No es classificà            | No es classificà            | No es classificà | No es classificà | No es classificà | No es classificà |                  |

## Natació
Vegeu Natació als Jocs Olímpics d'estiu de 1992

### Masculí
| Esportista                                                          | Esdeveniment           | Eliminatòries | Eliminatòries | Final               | Final               |
| Esportista                                                          | Esdeveniment           | Temps         | Posició       | Temps               | Posició             |
| ------------------------------------------------------------------- | ---------------------- | ------------- | ------------- | ------------------- | ------------------- |
| José Luis Ballester                                                 | 200 m papallona        | 2:01.41       | 21            | No es classificà    | No es classificà    |
| Ramón Camallonga                                                    | 100 m braça            | 1:03.48       | 21            | No es classificà    | No es classificà    |
| Joaquim Fernández                                                   | 200 m braça            | 2:14.93       | 10 q          | 2:15.52             | 10                  |
| Joaquim Fernández                                                   | 200 m estils           | 2:06.09       | 23            | No es classificà    | No es classificà    |
| Jaime Fernández                                                     | 100 m papallona        | 54.04         | 6 Q           | 54.19               | 7                   |
| Sergi López                                                         | 100 m braça            | 1:03.69       | 23            | No es classificà    | No es classificà    |
| Sergi López                                                         | 200 m braça            | 2:14.68       | 8 Q           | 2:13.29             | 4                   |
| Martín López-Zubero                                                 | 100 m esquena          | 55.37         | 4 Q           | 54.96               | 4                   |
| Martín López-Zubero                                                 | 200 m esquena          | 1:59.22       | 1 Q           | 1:58.47             | 1                   |
| Martín López-Zubero                                                 | 100 m papallona        | 54.04         | 6 Q           | 54.19               | 7                   |
| Martín López-Zubero                                                 | 200 m estils           | 2:03.07       | 9 q           | 2:03.34             | 9                   |
| Jorge Pérez                                                         | 200 m esquena          | 2:03.68       | 25            | No es classificà    | No es classificà    |
| Jorge Pérez                                                         | 200 m papallona        | 2:01.63       | 24            | No es classificà    | No es classificà    |
| Jorge Pérez                                                         | 400 m estils           | 4:21.33       | 9 q           | 4:22.06             | 11                  |
| Sergi Roure                                                         | 1500 m lliures         | 15:26.18      | 11            | No es classificà    | No es classificà    |
| Carles Ventosa                                                      | 100 m esquena          | 56.62         | 15 q          | 56.78               | 14                  |
| Ramón Camallonga Jaime Fernández Martín López-Zubero Carlos Ventosa | Relleus 4x100 m estils | 3:44.12       | 10            | No es classificaren | No es classificaren |

### Femení
| Esportista                                            | Esdeveniment           | Eliminatòries | Eliminatòries | Final               | Final               |
| Esportista                                            | Esdeveniment           | Temps         | Posició       | Temps               | Posició             |
| ----------------------------------------------------- | ---------------------- | ------------- | ------------- | ------------------- | ------------------- |
| Lourdes Becerra                                       | 200 m braça            | 2:37.69       | 28            | No es classificà    | No es classificà    |
| Lourdes Becerra                                       | 200 m estils           | 2:23.51       | 31            | No es classificà    | No es classificà    |
| Núria Castelló                                        | 100 m esquena          | 1:05.09       | 27            | No es classificà    | No es classificà    |
| Núria Castelló                                        | 200 m esquena          | 8:55.65       | 16            | No es classificà    | No es classificà    |
| Itziar Esparza                                        | 400 m lliures          | 4:22.27       | 20            | No es classificà    | No es classificà    |
| Itziar Esparza                                        | 800 m lliures          | 8:55.65       | 16            | No es classificà    | No es classificà    |
| María Luisa Fernández                                 | 200 m papallona        | 2:16.18       | 17            | No es classificà    | No es classificà    |
| Bárbara Franco                                        | 100 m papallona        | 1:02.83       | 26            | No es classificà    | No es classificà    |
| Claudia Franco                                        | 50 m lliures           | 26.76         | 21            | No es classificà    | No es classificà    |
| Claudia Franco                                        | 100 m lliures          | 57.57         | 21            | No es classificà    | No es classificà    |
| Sílvia Parera                                         | 200 m estils           | 2:17.97       | 13 q          | 2:18.53             | 10                  |
| Sílvia Parera                                         | 400 m estils           | 4:50.16       | 12 q          | 4:48.77             | 12                  |
| María Peláez                                          | 100 m papallona        | 1:02.79       | 25            | No es classificà    | No es classificà    |
| María Peláez                                          | 200 m papallona        | 2:15.77       | 15 q          | 2:15.07             | 15                  |
| Elisenda Pérez                                        | 400 m estils           | 4:56.78       | 22            | No es classificà    | No es classificà    |
| Natalia Pulido                                        | 100 m lliures          | 58.54         | 26            | No es classificà    | No es classificà    |
| Natalia Pulido                                        | 200 m lliures          | 2:04.39       | 24            | No es classificà    | No es classificà    |
| Cristina Rey                                          | 200 m esquena          | 2:20.75       | 34            | No es classificà    | No es classificà    |
| Rocío Ruiz                                            | 100 m braça            | 1:13.11       | 22            | No es classificà    | No es classificà    |
| Núria Castelló Rocío Ruiz María Peláez Claudia Franco | Relleus 4x100 m estils | 4:19.27       | 13            | No es classificaren | No es classificaren |

## Natació sincronitzada
Vegeu Natació sincronitzada als Jocs Olímpics d'estiu de 1992
| Esportista                                   | Esdeveniment | Qualificació   | Qualificació  | Qualificació | Qualificació | Final               | Final               | Final               | Final               |
| Esportista                                   | Esdeveniment | Rutina tècnica | Rutina lliure | Total        | Posició      | Rutina tècnica      | Rutina lliure       | Total               | Posició             |
| -------------------------------------------- | ------------ | -------------- | ------------- | ------------ | ------------ | ------------------- | ------------------- | ------------------- | ------------------- |
| Eva López                                    | Solo         | 84,379         | 91,720        | 176,099      | 13           | No es classificà    | No es classificà    | No es classificà    | No es classificà    |
| Marta Amorós Eva López Núria Ayala (suplent) | Duet         | 84,143         | 92,080        | 176,223      | 11           | No es classificaren | No es classificaren | No es classificaren | No es classificaren |

## Pentatló modern
Vegeu Pentatló modern als Jocs Olímpics d'estiu de 1992
| Esportista                                  | Esdeveniment | Tir  | Esgrima | Natació | Hípica | Camp a través | Final | Final |
| ------------------------------------------- | ------------ | ---- | ------- | ------- | ------ | ------------- | ----- | ----- |
| Jesús Centeno                               | Individual   | 865  | 796     | 1240    | 1070   | 1177          | 5148  | 27    |
| Leopoldo Centeno                            | Individual   | 865  | 728     | 1240    | 1050   | 1135          | 5018  | 37    |
| Carles Lerín                                | Individual   | 1000 | 643     | 1180    | 661    | 1210          | 4694  | 55    |
| Jesús Centeno Leopoldo Centeno Carles Lerín | Equips       | 2167 | 3660    | 2730    | 3522   | 2781          | 14860 | 12    |

## Piragüisme
Vegeu Piragüisme als Jocs Olímpics d'estiu de 1992

### Aigües braves
| Esportista          | Esdeveniment | Mànega 1 | Mànega 1 | Mànega 1 | Mànega 2 | Mànega 2 | Mànega 2 | Resultat | Resultat |
| Esportista          | Esdeveniment | Temps    | Punts    | Total    | Temps    | Punts    | Total    | Resultat | Resultat |
| ------------------- | ------------ | -------- | -------- | -------- | -------- | -------- | -------- | -------- | -------- |
| María Eizmendi      | K1 femení    | 2:18.39  | 5        | 143,39   | 2:22.84  | 15       | 157,84   | 143,39   | 14       |
| Javier Etxaniz      | K1 masculí   | 1:59.54  | 55       | 174,54   | 1:56.47  | 0        | 116,47   | 116,47   | 22       |
| Pere Guerrero       | C1 masculí   | 2:18.49  | 10       | 148,49   | 2:14,74  | 10       | 144,74   | 144,74   | 28       |
| Cristina Martínez   | K1 femení    | 2:33.14  | 15       | 168,14   | 2:19.02  | 10       | 149,02   | 149,02   | 17       |
| José María Martínez | K1 masculí   | 1:55.15  | 15       | 130,15   | 1:54.69  | 10       | 124,69   | 124,69   | 35       |
| Marc Vicente        | C1 masculí   | 2:12.88  | 10       | 142,88   | 2:09.38  | 10       | 139,38   | 139,38   | 24       |

### Aigües tranquil·les
| Esportista                                                       | Esdeveniment        | Eliminatòries | Eliminatòries | Repesca | Repesca | Semifinals | Semifinals | Final               | Final               |
| Esportista                                                       | Esdeveniment        | Temps         | Posició       | Temps   | Posició | Temps      | Posició    | Temps               | Posició             |
| ---------------------------------------------------------------- | ------------------- | ------------- | ------------- | ------- | ------- | ---------- | ---------- | ------------------- | ------------------- |
| José Alfredo Bea                                                 | C1 1000 m masculins | 4:09.18       | 3 Q           | –       | –       | 4:25.63    | 8          | No es classificà    | No es classificà    |
| Óscar García                                                     | K1 1000 m masculins | 3:45.08       | 5 QR          | 3:36.70 | 4 Q     | 3:41.84    | 7          | No es classificà    | No es classificà    |
| Francisco López                                                  | C1 500 m masculins  | 1:58.84       | 5 QR          | 1:56.60 | 4 Q     | 1:57.51    | 7          | No es classificà    | No es classificà    |
| Susana Torrejón                                                  | K1 500 m femenins   | 2:03.76       | 5 Q           |         |         | 2:00.33    | 7          | No es classificà    | No es classificà    |
| Gregorio Vicente                                                 | K1 500 m masculins  | 1:46.68       | 6 QR          | 1:41.72 | 4 Q     | 1:43.53    | 7          | No es classificà    | No es classificà    |
| Belén Sánchez Joaquina Costa                                     | K2 500 m femenins   | 1:46.64       | 6 Q           |         |         | 1:53.37    | 4 Q        | 1:44.96             | 9                   |
| Narciso Suárez Enrique Míguez                                    | C2 500 m masculins  | 1:43.63       | 5 Q           | –       | –       | 1:42.82    | 4          | No es classificaren | No es classificaren |
| Juan José Román Juan Manuel Sánchez                              | K2 500 m masculins  | 1:33.61       | 2 Q           | –       | –       | 1:30.42    | 4 Q        | 1:30.93             | 4                   |
| Juan José Román Juan Manuel Sánchez                              | K2 1000 m masculins | 3:21.64       | 2 Q           | –       | –       | 3:20.30    | 4 Q        | 3:43.43             | 9                   |
| Belén Sánchez Joaquina Costa Luisa María Álvarez Ana María Penas | K4 500 m femenins   | 1:38.72       | 6 Q           |         |         | 1:40.17    | 4          | No es classificaren | No es classificaren |
| Gregorio Vicente Alberto Sánchez Miguel García Francisco Cabezas | K4 1000 m masculins | 2:58.67       | 3 Q           | –       | –       | 3:00.17    | 5          | No es classificaren | No es classificaren |

## Rem
Vegeu Rem als Jocs Olímpics d'estiu de 1992
| Esportista | Esdeveniment                 | Sèries  | Sèries  | Repesca | Repesca | Semifinals          | Semifinals          | Final   | Final   |
| Esportista | Esdeveniment                 | Temps   | Posició | Temps   | Posició | Temps               | Posició             | Temps   | Posició |
| --- | ---------------------------- | ------- | ------- | ------- | ------- | ------------------- | ------------------- | ------- | ------- |
| Miguel Ángel Álvarez José Antonio Merin                                                                                            | Doble scull masculí          | 6:32.67 | 2 R     | 6:43.28 | 1 SA/B  | 6:22.36             | 3 FA                | 6:26.96 | 6       |
| José A. Rodríguez Melquiades Verduras Bruno López José Manuel Bermúdez                                                             | Quàdruple scull masculí      | 5:55.59 | 5 R     | 5:57.41 | 2 SA/B  | 5:58.77             | 6 FB                | 5:58.33 | 10      |
| José Ignacio Bugarín Ibon Urbieta Xabier Cano Liguori                                                                              | Dos amb timoner masculí      | 7:04.67 | 3 R     | 7:17.82 | 3 SA/B  | 7:03.99             | 6 FB                | 7:15.25 | 12      |
| Fernando Climent José María de Marco Juan Luís Aguirre Fernando Molina                                                             | Quatre sense timoner masculí | 6:01.51 | 1 SA/B  | –       | –       | 6:04.59             | 4 FB                | 6:06.66 | 9       |
| Yosu Andueza Andreu Canals José María Claro Horacio Allegue Jordi Quer Garikoitz Azkue Josep Robert Juan María Altuna Carlos Front | Vuit amb timoner masculí     | 5:48.36 | 6 R     | 5:53.50 | 5 FC    | No es classificaren | No es classificaren | 6:10.45 | 14      |

## Salts
Vegeu Salts als Jocs Olímpics d'estiu de 1992
| Esportista      | Esdeveniment              | Eliminatòria | Eliminatòria | Final            | Final            |
| Esportista      | Esdeveniment              | Punts        | Posició      | Punts            | Posició          |
| --------------- | ------------------------- | ------------ | ------------ | ---------------- | ---------------- |
| Rafael Álvarez  | Plataforma 10 m masculina | 390,81       | 8 Q          | 524,25           | 9                |
| Julia Cruz      | Trampolí 3 m femení       | 282,69       | 8 Q          | 436,47           | 12               |
| José Miguel Gil | Trampolí 3 m masculí      | 336,84       | 23           | No es classificà | No es classificà |

## Tennis
Vegeu Tennis als Jocs Olímpics d'estiu de 1992

### Masculí
| Esportista                  | Categoria  | 1/32 de final                          | Setzens de final                                         | Vuitens de final                                        | Quarts de final                                       | Semifinals                                  | Final/FC                                     | Final/FC            |
| --------------------------- | ---------- | -------------------------------------- | -------------------------------------------------------- | ------------------------------------------------------- | ----------------------------------------------------- | ------------------------------------------- | -------------------------------------------- | ------------------- |
| Jordi Arrese                | Individual | E-j. Chang (KOR) V 6−4, 6−2, 6−2       | M. Gustafsson (SWE) V 6−2, 4−6, 6−1, 3−6, 9−7            | R. Furlan (ITA) V 6−4, 6−3, 6−2                         | L. Lavalle (MEX) V 6−1, 7−6(6), 6−1                   | A. Txerkàssov (EUN) V 6−4, 7−6(4), 3−6, 6−3 | M. Rosset (CHE) D 6−7(2), 4−6, 6−3, 6−4, 6−8 | 2                   |
| Sergi Bruguera              | Individual | A. Castle (GBR) V 6−1, 6−2, 6−3        | M. Koevermans (NED) D 6−1, 3−6, 3−6, 2−6                 | No es classificà                                        | No es classificà                                      | No es classificà                            | No es classificà                             | No es classificà    |
| Emilio Sánchez              | Individual | T. Woodbridge (AUS) V 6−1, 7−6(1), 6−2 | O. Camporese (ITA) V 6−4, 6−2, 6−1                       | M. Larsson (SWE) V 6−4, 7−6(3), 6−7(5), 6−4             | M. Rosset (CHE) D 4−6, 6−7(2), 6−3, 6−7(9)            | No es classificà                            | No es classificà                             | No es classificà    |
| Sergio Casal Emilio Sánchez | Dobles     |                                        | L. Mattar / J. Oncins (BRA) V 6−3, 3−6, 6−7(4), 6−3, 6−1 | J. Courier / P. Sampras (USA) V 5−7, 4−6, 6−3, 6−2, 6−2 | B. Becker M. Stich (DEU) D 3−6, 6−4, 6−7(9), 7−5, 3−6 | No es classificaren                         | No es classificaren                          | No es classificaren |

### Femení
| Esportista                        | Categoria  | 1/32 de final                    | Setzens de final                                   | Vuitens de final                                 | Quarts de final                            | Semifinals                                 | Final/FC                                            | Final/FC         |
| --------------------------------- | ---------- | -------------------------------- | -------------------------------------------------- | ------------------------------------------------ | ------------------------------------------ | ------------------------------------------ | --------------------------------------------------- | ---------------- |
| Conchita Martínez                 | Individual | J. Wiesner (AUT) V 4−6, 6−1, 6−2 | S. Cecchini (ITA) V 6−4, 6−3                       | A. Coetzer (RAS) V 6−4, 6−3                      | A. Sánchez (ESP) D 4−6, 4−6                | No es classificà                           | No es classificà                                    | No es classificà |
| Arantxa Sánchez                   | Individual | I. Spîrlea (ROU) V 6−1, 6−3      | M. Endo (JPN) V 6−0, 6−1                           | B. Rittner (DEU) V 4−6, 6−3, 6−1                 | C. Martínez (ESP) V 6−4, 6−4               | J. Capriati (USA) D 3−6, 6−3, 1−6          | No es classificà                                    | 3                |
| Conchita Martínez Arantxa Sánchez | Dobles     |                                  | D. Randriantefy / N. Randriantefy (MAD) V 6−0, 6−0 | M. Maleeva-Fragniere / E. Zardo (SUI) V 6−0, 6−1 | I. Demongeot / N. Tauziat (FRA) V 6−2, 6−4 | R. McQuillan / N. Bradtke (AUS) V 6−1, 6−2 | G. Fernández / M.J. Fernández (USA) D 5−7, 6−2, 2−6 | 2                |

## Tennis taula
Vegeu Tennis de taula als Jocs Olímpics d'estiu de 1992
| Esportista                        | Categoria          | Fase grups                                                                                         | Vuitens de final | Quarts de final     | Semifinals          | Final/FC            | Final/FC |
| --------------------------------- | ------------------ | -------------------------------------------------------------------------------------------------- | ---------------- | ------------------- | ------------------- | ------------------- | -------- |
| Roberto Casares                   | Individual masculí | Grup P C. Prean (GBR) K-S. Choi (PRK) C. Baboor (IND) 1−2                                          | No es classificà | No es classificà    | No es classificà    | No es classificà    |          |
| Ana María Godes                   | Individual femení  | Grup M H-Y. Kim (PRK) X. Wang-Dréchou (FRA) S.Y. Chan (HKG) 0−3                                    | No es classificà | No es classificà    | No es classificà    | No es classificà    |          |
| Josep Maria Palés                 | Individual masculí | Grup M P. Haldan (NED) M. Appelgren (SWE) A. Suseno (INA) 0−3                                      | No es classificà | No es classificà    | No es classificà    | No es classificà    |          |
| Roberto Casares Josep Maria Palés | Dobles masculins   | Grup F A. Mazounov / D. Mazunov (EUN) J-M. Kim / S-h. Kim (PRK) J. Butler / S.P. O'Neill (USA) 1−2 |                  | No es classificaren | No es classificaren | No es classificaren |          |
| Glòria Gauchia Ana María Godes    | Dobles femenins    | Grup G I. Palina / E. Timina (EUN) B-S. Wi / H-Y. Kim (PRK) B. Kaffo / B. Odumosu (NGR) 0−3        |                  | No es classificaren | No es classificaren | No es classificaren |          |

## Tir
Vegeu Tir als Jocs Olímpics d'estiu de 1992

### Masculí
| Esportista     | Esdeveniment           | Qualificació | Qualificació | Final            | Final            |
| Esportista     | Esdeveniment           | Punts        | Posició      | Punts            | Posició          |
| -------------- | ---------------------- | ------------ | ------------ | ---------------- | ---------------- |
| Alberto Areces | Pistola lliure 50 m    | 551          | 26           | No es classificà | No es classificà |
| Enric Claverol | Carabina aire 10 m     | 588          | 13           | No es classificà | No es classificà |
| Enric Claverol | Rifle 3 posicions 50 m | 1152         | 26           | No es classificà | No es classificà |
| Jorge González | Carabina aire 10 m     | 586          | 21           | No es classificà | No es classificà |
| Jorge González | Rifle estesa 50 m      | 592          | 26           | No es classificà | No es classificà |
| Jorge González | Rifle 3 posicions 50 m | 1145         | 45           | No es classificà | No es classificà |
| Jaume Parés    | Rifle estesa 50 m      | 587          | 48           | No es classificà | No es classificà |
| Francisco Sanz | Pistola aire 10 m      | 576          | 19           | No es classificà | No es classificà |
| Francisco Sanz | Pistola lliure 50 m    | 543          | 37           | No es classificà | No es classificà |
| Joan Seguí     | Pistola ràpida 25 m    | 582          | 16           | No es classificà | No es classificà |

### Femení
| Esportista              | Esdeveniment           | Qualificació | Qualificació | Final            | Final            |
| Esportista              | Esdeveniment           | Punts        | Posició      | Punts            | Posició          |
| ----------------------- | ---------------------- | ------------ | ------------ | ---------------- | ---------------- |
| María Pilar Fernández   | Pistola aire 10 m      | 382          | 4            | 478,5            | 6                |
| María Pilar Fernández   | Pistola ràpida 25 m    | 576          | 12           | No es classificà | No es classificà |
| Nieves Fernández        | Carabina aire 10 m     | 387          | 26           | No es classificà | No es classificà |
| Nieves Fernández        | Rifle 3 posicions 50 m | 571          | 24           | No es classificà | No es classificà |
| Cristina Fernández      | Carabina aire 10 m     | 381          | 39           | No es classificà | No es classificà |
| María Evangelina Suárez | Pistola aire 10 m      | 374          | 31           | No es classificà | No es classificà |
| María Evangelina Suárez | Pistola ràpida 25 m    | 557          | 41           | No es classificà | No es classificà |

### Mixt
| Esportista          | Esdeveniment | Qualificació | Qualificació | Semifinal        | Semifinal        | Semifinal        | Final            | Final            | Final            |
| Esportista          | Esdeveniment | Punts        | Posició      | Punts            | Total            | Posició          | Punts            | Total            | Posició          |
| ------------------- | ------------ | ------------ | ------------ | ---------------- | ---------------- | ---------------- | ---------------- | ---------------- | ---------------- |
| Rafael Axpe         | Fossa        | 139          | 33           | No es classificà | No es classificà | No es classificà | No es classificà | No es classificà | No es classificà |
| Josep Bladas        | Fossa        | 144          | 17 Q         | 50               | 194              | 7                | No es classificà | No es classificà | No es classificà |
| José María Colorado | Skeet        | 149          | 3 Q          | 50               | 199              | 2 Q              | 23               | 222              | 5                |
| Jorge Guardiola     | Skeet        | 146          | 21 Q         | 50               | 196              | 16               | No es classificà | No es classificà | No es classificà |
| Gema Usieto         | Fossa        | 136          | 44           | No es classificà | No es classificà | No es classificà | No es classificà | No es classificà | No es classificà |

## Tir amb arc
Vegeu Tir amb arc als Jocs Olímpics d'estiu de 1992
| Esportista                                    | Esdeveniment       | Qualificació | Qualificació | Setzens de final           | Vuitens de final            | Quarts de final                | Semifinals                   | Final/FC                    | Final/FC         |
| Esportista                                    | Esdeveniment       | Marcador     | Posició      | Setzens de final           | Vuitens de final            | Quarts de final                | Semifinals                   | Final/FC                    | Final/FC         |
| --------------------------------------------- | ------------------ | ------------ | ------------ | -------------------------- | --------------------------- | ------------------------------ | ---------------------------- | --------------------------- | ---------------- |
| Juan Holgado                                  | Individual masculí | 1255         | 45           | No es classificà           | No es classificà            | No es classificà               | No es classificà             | No es classificà            | No es classificà |
| Alfonso Menéndez                              | Individual masculí | 1257         | 42           | No es classificà           | No es classificà            | No es classificà               | No es classificà             | No es classificà            | No es classificà |
| Antonio Vázquez                               | Individual masculí | 1291         | 18           | G. Greenham (AUS) D 96−100 | No es classificà            | No es classificà               | No es classificà             | No es classificà            | No es classificà |
| Teresa Fernández                              | Individual femení  | 1254         | 42           | No es classificà           | No es classificà            | No es classificà               | No es classificà             | No es classificà            | No es classificà |
| Juan Holgado Alfonso Menéndez Antonio Vázquez | Equips masculí     | 3803         | 10           |                            | Dinamarca (DEN) · V 233−230 | Equip Unificat (EUN) V 238−229 | Regne Unit (GBR) · V 236−234 | Finlàndia (FIN) · V 238−236 | 1                |

## Vela
Vegeu Vela als Jocs Olímpics d'estiu de 1992
Femení
| Esportista                     | Esdeveniment | Curses   | Curses | Curses | Curses | Curses | Curses | Curses   | Curses | Curses    | Curses | Punts totals | Total -1 | Final |
| Esportista                     | Esdeveniment | 1        | 2      | 3      | 4      | 5      | 6      | 7        | 8      | 9         | 10     | Punts totals | Total -1 | Final |
| ------------------------------ | ------------ | -------- | ------ | ------ | ------ | ------ | ------ | -------- | ------ | --------- | ------ | ------------ | -------- | ----- |
| Mireia Casas                   | Windsurf     | 20       | 8      | 24     | 16     | 24     | 13     | PMS (31) | 8      | PMS (-31) | 11.7   | 186.7        | 155.7    | 12    |
| Natàlia Via-Dufresne           | Europa       | 14       | 5.7    | 11.7   | 3      | 13     | 10     | 14       |        |           |        | 71.4         | 57.4     | 2     |
| Theresa Zabell Patricia Guerra | 470          | PMS (24) | 3      | 5.7    | 0      | 8      | 0      | 13       |        |           |        | 53.7         | 29.7     | 1     |

Masculí
| Esportista                 | Esdeveniment | Curses | Curses | Curses | Curses | Curses | Curses | Curses   | Curses | Curses   | Curses | Punts totals | Total -1 | Final |
| Esportista                 | Esdeveniment | 1      | 2      | 3      | 4      | 5      | 6      | 7        | 8      | 9        | 10     | Punts totals | Total -1 | Final |
| -------------------------- | ------------ | ------ | ------ | ------ | ------ | ------ | ------ | -------- | ------ | -------- | ------ | ------------ | -------- | ----- |
| Asier Fernández            | Windsurf     | 21     | 27     | 0      | 10     | 0      | 20     | 8        | 21     | RET (51) | 10     | 168.0        | 117.0    | 6     |
| Josep van der Ploeg        | Finn         | 3      | 11.7   | 5.7    | 10     | 3      | 0      | DNC (36) |        |          |        | 69.4         | 33.4     | 1     |
| Jordi Calafat Kiko Sánchez | 470          | 0      | 16     | 0      | 0      | 18     | 16     | 38       |        |          |        | 88.0         | 50.0     | 1     |

Mixt
| Esportista                                          | Esdeveniment    | Curses | Curses | Curses | Curses | Curses | Curses | Curses | Punts totals | Total -1 | Final |
| Esportista                                          | Esdeveniment    | 1      | 2      | 3      | 4      | 5      | 6      | 7      | Punts totals | Total -1 | Final |
| --------------------------------------------------- | --------------- | ------ | ------ | ------ | ------ | ------ | ------ | ------ | ------------ | -------- | ----- |
| Luis Doreste Domingo Manrique                       | Flying Dutchman | 0      | 3      | 15     | 3      | 3      | 5.7    | 19     | 48.7         | 29.7     | 1     |
| Carlos Santacreu José Luis Ballester                | Tornado         | 24     | 5.7    | 18     | 23     | 23     | 5.7    | 21     | 120.4        | 96.4     | 12    |
| Fernando Rita Jaime Piris Turner                    | Star            | 10     | 19     | 20     | 13     | 20     | 21     | 5.7    | 108.0        | 87.7     | 10    |
| Fernando León S.A.R. Felip de Borbó Alfredo Vázquez | Soling          | 14     | 8      | 11.7   | 5.7    | 17     | 14     |        | 70.4         | 53.4     | 6     |

## Voleibol
Vegeu Voleibol als Jocs Olímpics d'estiu de 1992

### Masculí
Jugadors
| - Ángel Alonso - Venancio Costa - Jesús Garrido - Francisco Hervás - Héctor López - Miguel Ángel Maroto | - Rafael Pascual - Juan Carlos Robles - Ernesto Rodríguez - Francisco Sánchez - Jesús Sánchez - Benjamin Vicedo |

Entrenador: Gilberto Herrera
Fase de grups
| Equip        | G | P | SG | SP | PG  | PP  | Punts |
| ------------ | - | - | -- | -- | --- | --- | ----- |
| Itàlia       | 4 | 1 | 13 | 5  | 253 | 192 | 9     |
| Estats Units | 4 | 1 | 13 | 8  | 287 | 257 | 9     |
| Espanya      | 3 | 2 | 11 | 12 | 283 | 299 | 8     |
| Japó         | 2 | 3 | 10 | 12 | 277 | 291 | 7     |
| Canadà       | 1 | 4 | 10 | 12 | 277 | 291 | 6     |
| França       | 1 | 4 | 6  | 14 | 200 | 268 | 6     |

Resultats
| Ronda           | Data  | Hora  | Partit       | Partit | Partit         |
| --------------- | ----- | ----- | ------------ | ------ | -------------- |
| Fase grups − 1  | 26/07 | 00:00 | Espanya      | 3 − 2  | Canadà         |
| Fase grups − 2  | 28/07 | 00:00 | Itàlia       | 3 − 0  | Espanya        |
| Fase grups − 3  | 30/07 | 00:00 | Estats Units | 3 − 2  | Espanya        |
| Fase grups − 4  | 01/08 | 00:00 | Espanya      | 3 − 2  | Japó           |
| Fase grups − 5  | 03/08 | 00:00 | Espanya      | 3 − 2  | França         |
| Quarts de final | 05/08 | 00:00 | Espanya      | 0 − 3  | Cuba           |
| Cinquè/Vuitè    | 05/08 | 00:00 | Itàlia       | 3 − 0  | Espanya        |
| Setè/Vuitè      | 07/08 | 00:00 | Espanya      | 2 − 3  | Equip Unificat |

### Femení
Jugadores
| - Virginia Cardona - Asunción Domenech - Estela Domínguez - Marta Gens - Inmaculada González - Olga Martín | - Carmen Miranda - Rita Oraá - María del Mar Rey - Laura de la Torre - Inmaculada Torres - Ana María Tostado |

Entrenador: Jaime Fernández Barros
Fase de grups
| Equip          | G | P | SG | SP | PG  | PP  | Punts |
| -------------- | - | - | -- | -- | --- | --- | ----- |
| Equip Unificat | 2 | 1 | 8  | 3  | 158 | 101 | 5     |
| Estats Units   | 2 | 1 | 8  | 5  | 171 | 153 | 5     |
| Japó           | 2 | 1 | 6  | 5  | 146 | 127 | 5     |
| Espanya        | 0 | 3 | 0  | 9  | 41  | 135 | 3     |

Resultats
| Ronda          | Data  | Hora  | Partit         | Partit | Partit          |
| -------------- | ----- | ----- | -------------- | ------ | --------------- |
| Fase grups − 1 | 29/07 | 00:00 | Equip Unificat | 3 − 0  | Espanya         |
| Fase grups − 2 | 31/07 | 00:00 | Japó           | 3 − 0  | Espanya         |
| Fase grups − 3 | 02/08 | 00:00 | Espanya        | 0 − 3  | Estats Units    |
| Setè/Vuitè     | 05/08 | 00:00 | Espanya        | 0 − 3  | R.P. de la Xina |

## Waterpolo
Vegeu Waterpolo als Jocs Olímpics d'estiu de 1992

### Masculí
Jugadors
| - Daniel Ballart - Manel Estiarte - Pedro García - Salvador Gómez - Marco González - Rubén Michavila - Miquel Oca | - Sergi Pedrerol - Josep Picó - Jesús Rollán - Ricardo Sánchez - Jordi Sans - Manel Silvestre |

Entrenador: Dragan Matutitović
Fase de grups
| Equip         | G | P | SG | SP | PG | PP | Punts |
| ------------- | - | - | -- | -- | -- | -- | ----- |
| Espanya       | 5 | 4 | 1  | 0  | 52 | 36 | 9     |
| Itàlia        | 5 | 3 | 2  | 0  | 41 | 34 | 8     |
| Hongria       | 5 | 2 | 2  | 1  | 49 | 46 | 6     |
| Cuba          | 5 | 2 | 0  | 3  | 50 | 53 | 4     |
| Països Baixos | 5 | 0 | 2  | 3  | 36 | 46 | 2     |
| Grècia        | 5 | 0 | 1  | 4  | 32 | 45 | 1     |

Resultats
| Ronda          | Data  | Hora  | Partit  | Partit  | Partit        |
| -------------- | ----- | ----- | ------- | ------- | ------------- |
| Fase grups − 1 | 01/08 | 21:00 | Espanya | 12 − 6  | Països Baixos |
| Fase grups − 2 | 02/08 | 21:00 | Espanya | 11 − 6  | Grècia        |
| Fase grups − 3 | 03/08 | 21:00 | Hongria | 5 − 8   | Espanya       |
| Fase grups − 4 | 05/08 | 20:00 | Espanya | 9 − 9   | Itàlia        |
| Fase grups − 5 | 06/08 | 20:00 | Espanya | 12 − 10 | Cuba          |
| Semifinals     | 08/08 | 20:00 | Espanya | 6 − 4   | Estats Units  |
| Final          | 09/08 | 16:45 | Espanya | 8 − 9 P | Itàlia        |